# Klemens z Górki
Klemens z Górki (zm. przed 23 lutego 1489) – prawnik, doktor dekretów, notariusz publiczny.

## Życiorys
Pochodził z Górki, miejscowości dziś trudnej do zidentyfikowana, prawdopodobnie z terenów Wielkopolski, bo w późniejszych latach przedstawiał się jako kleryk diecezji poznańskiej. Studia na Akademii Krakowskiej rozpoczął w 1444, stopień bakałarza uzyskał w 1447, a w 1450 został magistrem nauk wyzwolonych. Wykładał na Wydziale Sztuk Wyzwolonych, w 1459 był dziekanem tego wydziału. Nie wiadomo kiedy rozpoczął studia prawnicze praktyki odbywał w latach 1463-1464 w sądzie oficjała krakowskiego Stanisława Świradzkiego nie posiadał wówczas żadnego stopnia prawniczego. Licencjatem dekretów został 31 marca 1466, a 11 maja 1467 został doktorem dekretów. W 1469 został członkiem Kolegium Prawniczego, od 1470 wykładał na Wydziale Prawa zima 1472/1473 był dziekanem Wydziału Prawa. 14 stycznia 1472 został po raz pierwszy wybrany rektorem po śmierci Jana z Dąbrówki, który zmarł w trakcie kadencji. Po raz kolejny został wybrany rektorem w 1481, kiedy w Krakowie szalała zaraza nie oszczędzając studentów i kadry profesorskiej. Kończąc studia na Wydziale Sztuk rozpoczął pracę jako notariusz sporządzając między innymi dokumenty dla profesorów uczelni, był rozjemca w sprawach o spornych o beneficja i uposażenia. Od 1475 do końca życia był kaznodzieją głoszącym kazania w języku polskim w kościele św. Barbary w Krakowie. Do tej pory przyjmowano w literaturze historycznej, że zmarł krótko po 1483. Datę jego śmierci należy jednak nieco przesunąć. 25 lipca 1488 wystąpił wraz z innymi profesorami Wydziału Prawa Walentym z Olkusza i Arnolfem z Mirzyńca jako patron Ołtarza Wniebowzięcia NMP w kościele św. Marii Magdaleny przy Kolegium Prawniczym. Zmarł więc po 25 lipca 1488, a przed 23 lutego 1489 w tym dniu odbyła się rozprawa sądowa z ramienia egzekutorów jego testamentu